# Тахока (Тексас)
Тахока (енгл. Tahoka) град је у америчкој савезној држави Тексас. По попису становништва из 2010. у њему је живело 2.673 становника.

## Демографија
Према попису становништва из 2010. у граду је живело 2.673 становника, што је 237 (8,1%) становника мање него 2000. године.
| Група             | 2000.         | 2010.         |
| Белци             | 1.419 (48,8%) | 1.211 (45,3%) |
| Афроамериканци    | 159 (5,5%)    | 103 (3,9%)    |
| Азијати           | 3 (0,1%)      | 5 (0,2%)      |
| Хиспаноамериканци | 1.303 (44,8%) | 1.328 (49,7%) |
| Укупно            | 2.910         | 2.673         |